# 伊罗杜埃
伊罗杜埃（法語：Irodouër）是法国伊勒-维莱讷省的一个市镇，位于该省西部，属于雷恩区。该市镇总面积23.54平方公里，2009年时的人口为1973人。

## 人口
伊罗杜埃人口变化图示